# معماری سیستم
معماری سیستم طراحی مفهومی است که سازه و/یا رفتار یک سیستم را تعریف می‌کند. یک تعریف توافق‌شده جهانی که نشان دهد معماری سیستم از چه جنبه‌هایی تشکیل شده‌است وجود ندارد و سازمان‌های مختلف هریک تعریف خود را برای این مفهوم ارائه داده‌اند.